# Светлогорское (Одесская область)
Светлогорское (укр. Світлогірське) — посёлок, относится к Раздельнянскому району Одесской области Украины.
Население по переписи 2001 года составляло 158 человек. Почтовый индекс — 67493. Телефонный код — 4853. Занимает площадь 0,12 км². Код КОАТУУ — 5123981405.

## Местный совет
67470, Одесская обл., Раздельнянский р-н, с. Егоровка